# Kyle Gass
Kyle Richard Gass (ur. 14 lipca 1960 w Walnut Creek) – amerykański aktor i muzyk. Członek zespołu Tenacious D razem z Jackiem Blackiem, którego uczył grać na gitarze. W zespole gra na gitarze prowadzącej i jest drugim wokalistą. Znany jest pod pseudonimami K.G., Kage, Rage, i RageKage.
Kilkakrotnie był pokazywany w telewizyjnym show Fear of a Punk Planet.
W filmie "Kostka przeznaczenia" zagrał samego siebie, jak i również Płytki facet z roku 2001 oraz Rok Pierwszy z 2009 roku.